# Quatre-vingt-treize (film)
Pour les articles homonymes, voir Quatre-vingt-treize.
Pour plus de détails, voir Fiche technique et Distribution.
Quatre-vingt-treize est un  film français muet en noir et blanc réalisé en 1914 par André Antoine, Albert Capellani et Léonard Antoine, produit par Pathé Frères et sorti en 1921.
Ce long étrage de 2 h 45 est une adaptation du roman éponyme de Victor Hugo, ayant pour toile de fond la France sous la Terreur.

## Fiche technique
- Titre : Quatre-vingt-treize
- Réalisation : André Antoine, Albert Capellani et Léonard Antoine
- Scénario : Albert Capellani d'après le roman de Victor Hugo
- Photographie : Georges Specht
- Assistant réalisateur : Julien Duvivier
- Producteur : Pierre Decourcelle
- Société de production : Pathé Frères
- Pays de production : France
- Format : Noir et blanc - Muet - 1,33:1 - 35 mm
- Métrage : 2 820 mètres (2 parties)
- Genre : Film dramatique, Film historique
- Durée : 165 minutes (2 h 45)
- Date de sortie :
  - France : 24 juin 1921[1]

## Distribution
- Charlotte Barbier-Krauss : La Flécharde
- Paul Capellani : Gauvain
- Max Charlier : Imanus
- Georges Dorival : Radoub
- Philippe Garnier : Le marquis de Lantenac
- Henry Krauss : Cimourdain
- Maurice Schutz : Grandcoeur

## Autour du film
- Commencé en 1914, le tournage du film a été stoppé par la guerre. Le film a été achevé en 1919 et diffusé en 1921[1],[2].